# Kaupo

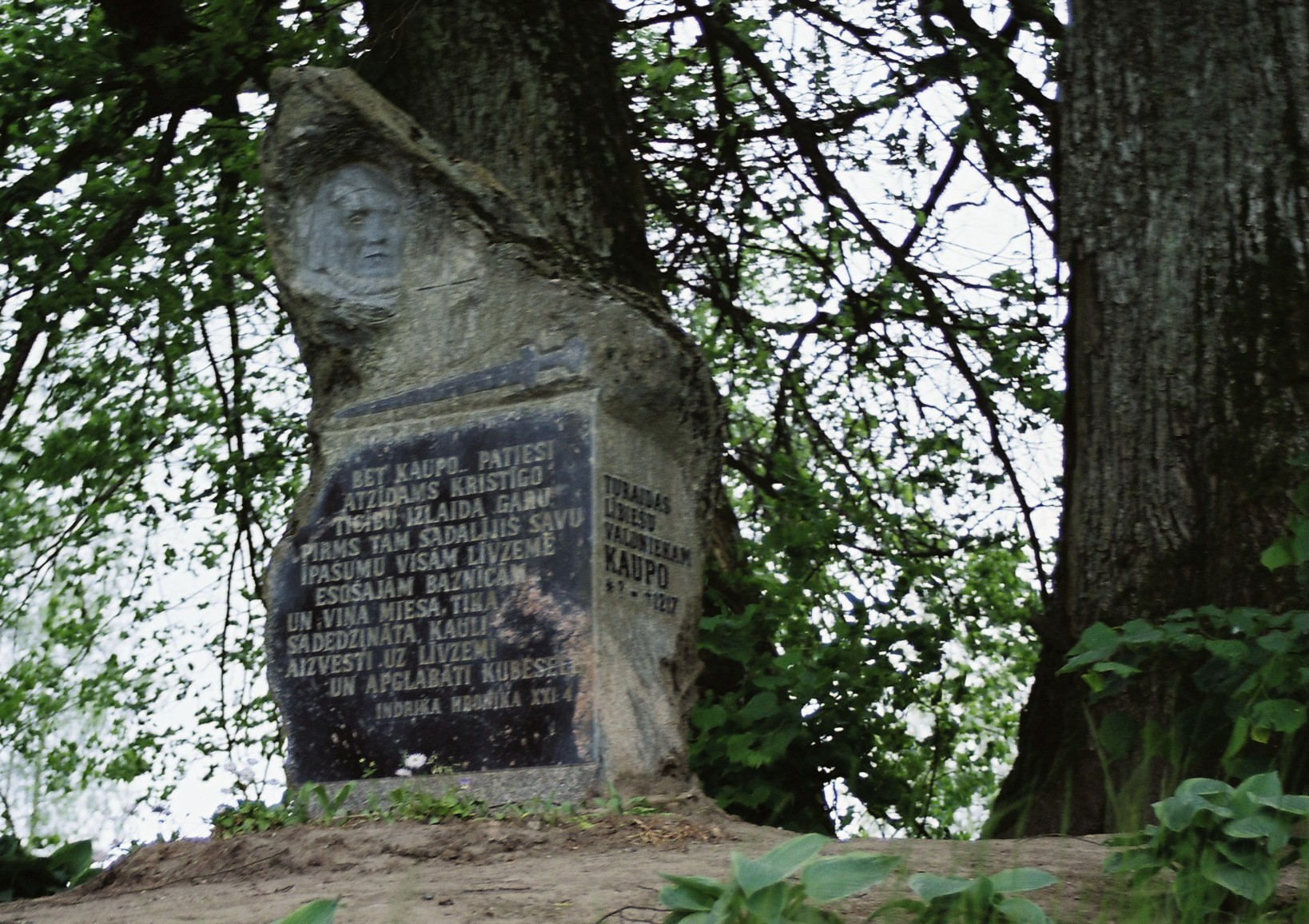
Gedenksteen voor Kaupo bij kasteel Krimulda nabij Turaida

Kaupo of Caupo van Turaida, waarschijnlijk geboren in Kaup bij Mokhovoye, hedendaags Kaliningrad, overleden 21 september 1217 bij Viljandi, was een leider van de Lijven aan het begin van de 13e eeuw in het huidige Letland. De Kroniek van Hendrik van Lijfland noemt hem quasi rex, 'als een koning'.
Hij was de eerste prominente Lijf die werd gedoopt, waarschijnlijk rond 1191 door een priester genaamd Theoderic uit het gevolg van Meinhard van Segeberg. Hij werd een vurig christen en vriend van Albert van Buxhoeveden, bisschop van Riga, die hem in 1203-1204 meenam naar Rome en aan paus Innocentius III voorstelde. De paus was onder de indruk van de bekeerde hoofdman en schonk hem een bijbel. 
Bij zijn terugkomst kwam zijn stam tegen hem in opstand, en Kaupo was in 1212 genoodzaakt de Orde van de Zwaardbroeders te ondersteunen bij de verovering en vernietiging van zijn eigen kasteel Turaida. Twee jaar later bouwde bisschop Albert op deze plaats een stenen kasteel.
Kaupo nam deel aan een kruisvaart tegen de nog heidense Esten en werd in 1217 tijdens de Slag op St. Mattheusdag tegen de Estse leider Lembitu van Lehola gedood. Hij had geen mannelijke erfgenamen, nadat zijn zoon Bertold al eerder in 1210 was gedood bij de Slag van Ümera tegen de Esten. Hij liet zijn erfenis na aan de kerk. 
De huidige Esten, Letten, en de weinige nog resterende Lijven hebben geen consensus over de historische rol van Kaupo. Sommigen beschouwen hem als verrader, anderen zien hem als een visionair leider die wilde dat zijn volk deel had aan de christelijke en Europese cultuur.
Hij is de stamvader van het huis Lieven waarvan twee takken prominent waren in Zweden en Rusland. 